# 捷达VS5
捷达VS5是中德合資汽車製造商一汽-大众汽车旗下品牌捷达推出的一款紧凑型跨界SUV，於2019年投產，是該品牌的第一款SUV，捷达VS5起初仅在中国销售，後出口至俄羅斯及伊朗銷售。
捷达VS5是捷達的首款SUV车型，在2019年成都车展上首次亮相。  捷达VS5的汽車平台與车身面板與斯柯達柯珞克相同。 